# Gregorio Pomar
Gregorio Pomar (Santa Ana, Misiones; 1892 - Buenos Aires, 20 de mayo de 1954) fue un militar y político argentino de actuación en la Unión Cívica Radical, partido en cuya representación fue diputado nacional durante el período 1946/1948 integrando el Bloque de los 44 diputados radicales que, presididos por Ricardo Balbín, se opusieron al gobierno del general Juan Domingo Perón (1946-1952).

## Biografía
Ingresó al Colegio Militar de la Nación a la edad de 16 años en 1908 llegando al grado de teniente coronel de Infantería el 9 de marzo de 1930.
En los años 1916 y 1918, siendo teniente primero debió intervenir por orden de la superioridad militar en  los conflictos ferroviarios de Monte Caseros (provincia de Corrientes) que resolvió arbitrando en favor de los obreros.
En 1918, siendo capitán, intervino en otro conflicto obrero producido en Las Palmas (actual provincia de Chaco, en ese momento Territorio Nacional). El capitán Pomar llevó a cabo una intervención obrera que mereció la plena aprobación del entonces Presidente Hipólito Yrigoyen. De esta época data su adhesión, que fue permanente y constante, a los ideales de la Unión Cívica Radical. 
Al ser elegido para su segundo mandato como presidente en 1928, Hipólito Yrigoyen solicita se convoque para cumplir funciones como su  edecán militar a aquel joven oficial que en el conflicto.
Pomar se insurrecciona por segunda vez en el 9º Regimiento de Infantería en Corrientes y ante la resistencia de su jefe, el coronel Lino H. Montiel (padre del futuro gobernador radical Sergio Montiel), lo mata de un balazo, pero las fuerzas legales predominan y sofocan el intento.

Pomar era el edecán militar del presidente radical Hipólito Yrigoyen cuando el gobierno constitucional que éste presidía fue depuesto por el golpe militar presidido por el teniente General José Félix Uriburu (golpe militar del 6 de septiembre de 1930. )
Ese día Pomar fue designado junto al teniente coronel Roberto Bosch, para cumplir  una delicada misión en Campo de Mayo.
De regreso a la Casa de Gobierno permaneció junto al vicepresidente hasta que Uriburu  se hizo cargo de la situación. Inquirido por el Uriburu sobre los motivos de su permanencia en la Casa de Gobierno.
Pomar narra este episodio, así como  la crónica de todos los acontecimientos que precedieron y sucedieron al golpe del 6 de septiembre, de los que fue testigo y actor directo en el libro inédito de su autoría "El 6 de septiembre de 1930".
En abril de 1931 el presidente  Uriburu llama a elecciones para elegir gobernador en la provincia de Buenos Aires. Ante el resultado  adverso, no esperado por el gobierno de facto ya que consideraba que el radicalismo saldría perdedor, decide anular las elecciones. Es a partir de este momento que Pomar junto a otros militares constitucionalistas deciden actuar en procura del restablecimiento de las instituciones republicanas.
El 20 de julio de 1931 Pomar, en lo que se llamó la Revolución de 1931, subleva el Regimiento 9 de Infantería con asiento en la Ciudad de Corrientes, depone al interventor federal Atilio Dell'Oro Maini así como a las autoridades del Territorio del Chaco. Pomar discute con el que era el jefe del regimiento, el teniente coronel Lino H. Montiel, quien se niega a plegarse a la insurrección para permanecer leal al gobierno de facto. Se enfrentan los dos militares y Pomar hiere de muerte a Montiel. Con el apoyo de parte de la población civil domina la situación  durante dos días. Luego las fuerzas gubernamentales  sofocan el intento. Abandona la ciudad de Corrientes junto al regimiento insurrecto y civiles que lo acompañan e ingresa a Paraguay donde  se entrega a las autoridades, siendo internado por pedido del gobierno argentino.
Este es el texto del Bando que juramentaron los participantes de la revolución de 1931 y que fuera distribuido en la ciudad de Corrientes.
BANDO

EL COMANDANTE EN JEFE DE LAS FUERZAS NACIONALES DE LA PROVINCIA DE CORRIENTES AL PUEBLO DE LA REPUBLICA

"El Ejército argentino, fiel a sus tradiciones democráticas e invocando el sentimiento de libertad y el más puro amor a la patria, -asume con el pueblo mismo- en estas horas, la responsabilidad de sus destinos para encauzar a la Nación en las vías de su normalidad institucional, del trabajo tranquilo y fecundo, solidarizando todos los espíritus en un mismo sentimiento de concordia fraternal y perdurable.
El programa de este movimiento trascendental bajo cuya advocación abrazan la causa y prestan solemne juramento de respeto los hombres que lo promovieron, queda establecido en los siguientes términos:
1.º  Retorno inmediato a la normalidad constitucional con la inmediata asunción del mando gubernamental de la República Argentina por el Excelentísimo Señor Presidente de la Corte Suprema de Justicia de la Nación Dr. José Figueroa Alcorta
2.º  Constitución de gobiernos provisorios civiles en toda la república sin distinción de colores o credos políticos.
3.º  Convocatorias a elecciones simultáneas y generales para la constitución de todos los poderes nacionales, provinciales y municipales de la República.
4.º  Retorno inmediato del Ejército a las actividades propias de su cometido.
Sobre estos principios y el profundo amor a la patria, el ejército y los civiles a él adscriptos reclaman la cooperación de todo el pueblo de la República, confundido en un solo ideal y en un mismo sentimiento"
Tte. Cnel POMAR
Corrientes, 20 de julio de 1931

Entre los años 1931 y 1933 organizó y participó junto a otros militares como el general Severo Toranzo, el teniente coronel Bosch, el coronel Francisco Bosch, el Tte. Coronel  Atilio Cattáneo y junto a los ciudadanos radicales  Benjamín Abalos, Amadeo Sabattini, los hermanos Kennedy, entre muchos otros, de tres intentonas revolucionarias que fracasaron contra los gobiernos del fraude.
Opuesto al sector radical que formó la Concordancia fue una coalición política argentina que gobernó durante la llamada "Década Infame" (1930-1943). Esta alianza, formada por el Partido Demócrata Nacional, la Unión Cívica Radical Antipersonalista y el Partido Socialista Independiente, accedió al poder a través de elecciones fraudulentas y se caracterizó por la corrupción, la dependencia económica y la represión política. 
Pomar estuvo exiliado de Argentina durante casi doce años. Regresó al país en 1942. 
Fue elegido diputado nacional por la Unión Cívica Radical de Capital Federal desde 1946 a 1948. 
Entre los proyectos que presentó durante su actividad como legislador nacional: Ley Orgánica de las Fuerzas Armadas; Jubilación para empleados separados de sus cargos por causas políticas en los años 1930 a 1936; Pensión a las viudas de los caídos en las jornadas del 29 y 30 de diciembre de 1933.
Debido a que presidía su partido, en 1948 se negó a presentar su candidatura para obtener su reelección como diputado.
Pomar desempeñó la presidencia de la Junta Nacional Ejecutiva que reorganizó a la UCR en 1946. Fue convencional radical, presidió el Comité Capital de la UCR durante los años 1950/1953.
Opositor al peronismo
```
Falleció el 20 de mayo de 1954 en la ciudad de Buenos Aires.
```

En el año 2015 los descendientes de Gregorio Pomar donaron toda la documentación original (documentos, panfletos, fotos, diarios de la cárcel, discursos, cartas, original del libro de su autoría "El 6 de septiembre de 1930", etc.) a la Academia Nacional de Historia, donde se puede consultar.[cita requerida]